# Söhüb
Söhüb è un comune dell'Azerbaigian situato nel distretto di Quba. Conta una popolazione di 993 abitanti.